# Sjelle-stenen
Sjelle-stenen er en runesten, fundet i Sjelle. Den er en af de tidligst omtalte runesten i Danmark og nævnes allerede i 1591. Anders Sørensen Vedel fortæller, at der i Sjelle kirke fandtes "en temmelig lang Kampesteen, liggendis strax inden Kircke Dørren, met sex Verss Runebogstaffue paa, hvilcken tilforn haffde liggit op imod Choret. Bogstaffuene vaare meste parten wkiendelige oc en deel henslidne." Indskriften består af fem runebånd og afsluttes mod toppen af en maske, som kendes fra den senvikingetidige Mammenstil.

## Indskrift
| Translitteration | : fraystain : sati : stain : þ(e)nsi : uft : (g)yrþ : lags:m(a)n : sin : bruþur : sigualta : … a : t(u)e(g)ia : (a) : (-)u(-)s : eþi : |
| Transskription   | Frøystæinn satti stæin þennsi øft Gyrð, lagsman sinn, brōður Sīgvalda, ... Tvæggia/drængia(?) ā ...[h]æiði/æiði.                       |
| Oversættelse     | Frøsten statte denne sten efter sin lagsmand Gyrd, Sigvaldes broder; ... Tvegges/drengenes(?)... på... hede/ed (hede ell. landtunge).  |

Indskriften er ordnet i konturordning, hvor maskemotivet danner toppen af konturen. Indskriften fortsætter i to skriftbånd mellem konturbåndene og afsluttes til venstre af en runelinje uden for rammen. Midterpartiet er meget slidt som følge af stenens sekundære anvendelse som tærskelsten. Ludvig Wimmer mente at indskriften kunne knyttes til jomsvikingerne, idet Sigvalde kunne være identisk med Sigvalde Jarl. Det afsluttende stednavn skulle derfor rekonstrueres til iums:eþi 'Joms-landtagen', men dette kan dog ikke underbygges af de bevarede runer. Titlen 'lagsmand' kan tolkes på flere måder; 'fælle', 'kammerat', 'huskarl' og 'hirdmand'. Én anden dansk runesten nævner en person, som er faldet på en hede, nemlig den nu tabte Tvorup-stenen, som har været rejst i Thy. Det er uvist, om der er en forbindelse mellem de to sten.